# ماركو أنطونيو ميراندا فيلهو
ماركو أنطونيو ميراندا فيلهو (بالبرتغالية: Marco Antônio Miranda Filho‏) المعروف باسم ماركو أنطونيو (ولد في 11 نوفمبر 1984) لاعب كرة قدم برازيلي يلعب في مركز الوسط المحوري في فيغورينسي في الدوري البرازيلي الدرجة الثانية.

## الإنجازات
- ناوتيكو
  - بطولة دوري بيرنامبوكو (1): 2004
- ساو باولو
  - بطولة باوليستا (1): 2005
  - كأس ليبرتادوريس (1): 2005
- سبورت ريسيفه
  - بطولة دوري بيرنامبوكو (1): 2006
- فيتوريا
  - بطولة بايانو (1): 2008
- بورتوغيزا
  - الدرجة الثانية (1): 2011